# Unguicaris
Unguicaris is een geslacht van kreeftachtigen uit de klasse van de Malacostraca (hogere kreeftachtigen).

## Soorten
- Unguicaris alegrias (Bruce, 1986)
- Unguicaris novaecaledoniae (Bruce, 1968)
- Unguicaris panglaonis Marin & Chan, 2006
- Unguicaris pilipes (Bruce & Zmarzly, 1983)